# Bernard Campan
Pour les articles homonymes, voir Campan (homonymie).
Bernard Campan, né le 4 avril 1958 à Agen, est un acteur, humoriste, réalisateur et scénariste français. Entre 1984 et 2001, il fait partie du trio comique Les Inconnus.

## Biographie

### Jeunesse et révélation comique
Bernard Campan est né le 4 avril 1958 à Agen d'un père professeur d'italien (fait chevalier des arts et des lettres) et d'une mère professeure de français. Il passe son enfance à Tours. Après avoir obtenu son baccalauréat, il part pour Paris suivre des cours de théâtre et s'inscrit au Cours Simon. Si ses parents l'aident un peu financièrement, il est persuadé que, pour être un bon acteur, il faut d'abord « galérer ».
Il connaît alors, en effet, des années difficiles avant d'intégrer, en 1982, le Petit Théâtre de Bouvard, où il rencontre ses amis Didier Bourdon et Pascal Légitimus. S'il a l'esprit de groupe, les jeux de pouvoir qui naissent au sein du Petit Théâtre ne l'intéressent pas. Il part donc avec ses deux acolytes en 1984. Ils créent le trio comique Les Inconnus, avec le soutien du producteur Paul Lederman. Ils rencontrent un succès populaire phénoménal, sur scène mais aussi à la télévision avec l'émission d'Antenne 2 La Télé des Inconnus (1990-1993), dont de nombreux sketches deviendront cultes (notamment Télé magouille, Tournez ménages, les Chasseurs, Biouman, le Commissariat de police, Perdu de recherche, Les sectes [avec Skippy le Grand Gourou] ou encore Auteuil Neuilly Passy).
En 1995, le trio écrit et réalise son premier long-métrage, Les Trois Frères, qui est un succès critique récompensé par le César du meilleur premier film, et cartonne au box-office avec 6 897 098 entrées en France.
Deux ans plus tard, c'est avec Didier Bourdon qu'il écrit et réalise une nouvelle comédie, Le Pari. Pour des raisons juridiques, il ne s'agit pas d'un long-métrage des Inconnus, et Pascal Légitimus se contente donc d'un caméo.
En 1999, il s'aventure dans la science-fiction avec L'Extraterrestre. Mais le film, dont la mise en scène est confiée à Didier Bourdon, reçoit cette fois des critiques mitigées.
En 2001, le trio se reforme une dernière fois pour incarner Les Rois mages. Le film est un joli succès commercial, et marque les adieux des Inconnus, qui se séparent pour poursuivre chacun une carrière en solo.

### Virage dramatique
Les années 2000 sont un tournant dans sa carrière, peut-être dû à sa rencontre et au début de son amitié avec le philosophe Alexandre Jollien.
Début 2002, Zabou Breitman le révèle dans un registre dramatique, dans le premier rôle masculin du drame Se souvenir des belles choses. Il enchaîne l'année d'après avec un gros succès commercial, la comédie dramatique Le Cœur des hommes, de l'ex-critique de cinéma Marc Esposito.
En 2003, il poursuit dans une veine dramatique en coachant Nicolas Duvauchelle dans le drame sportif Poids léger, de Jean-Pierre Améris, et en étant dirigé par Bertrand Blier dans la satire Combien tu m'aimes ?, où il se dispute Monica Bellucci avec Gérard Depardieu.
En 2006, Zabou Breitman le choisit de nouveau pour L'Homme de sa vie, où il évolue aux côtés de Charles Berling et Léa Drucker.
L'année suivante, il redevient scénariste-réalisateur pour le drame La Face cachée. Il en partage aussi l'affiche avec Karin Viard. Si le long-métrage passe inaperçu, il peut toujours compter sur un projet plus populaire : il retrouve en effet la bande formée par Marc Esposito pour Le Cœur des hommes 2.
En 2009, il est à l'affiche de trois films : d'abord la comédie dramatique Une semaine sur deux, aux côtés de Mathilde Seigner ; le film choral Bancs publics (Versailles Rive-Droite), réalisé par Bruno Podalydès ; enfin le drame indépendant Le Dernier pour la route, de Philippe Godeau, où il donne la réplique à François Cluzet dans le rôle principal.
En 2010, il retrouve Zabou Breitman pour No et moi, puis joue le premier rôle masculin du drame social Le Café du pont, de Manuel Poirier, qui est cependant un échec critique et commercial. La même année, il rejoint le collectif des cinéastes pour les sans-papiers en soutien aux travailleurs immigrés en attente d'un titre de séjour.
En 2013, il boucle la trilogie de Marc Esposito avec Le Cœur des hommes 3, et prépare dans la foulée un autre retour : en 2014, il revient pour Les Trois Frères : Le Retour, dont il co-signe la mise en scène avec Didier Bourdon. Si les critiques sont mauvaises, le box-office confirme la popularité du trio.
L'acteur revient au drame dès l'année suivante, avec deux téléfilms remarqués : d'abord La Boule noire, de Denis Malleval, qui lui vaut un prix d'interprétation, puis Presque comme les autres de Renaud Bertrand. Et en 2017, il revient sur grand écran en faisant partie de la large distribution de la grosse production historique Un sac de billes, de Christian Duguay.
En 2019, il intègre la troupe des Enfoirés.

### Vie privée
Il est marié à Anne depuis 1989. Il a deux filles, Nina Louise, chanteuse, et Loan.

## Filmographie

### Acteur au cinéma
- 1985 : Le téléphone sonne toujours deux fois de Jean-Pierre Vergne : Ugo Campani
- 1995 : Les Trois Frères de Didier Bourdon et Bernard Campan : Bernard Latour
- 1997 : Le Pari de Didier Bourdon et Bernard Campan : Bernard
- 1999 : Augustin, roi du kung-fu d'Anne Fontaine : Boutinot
- 1999 : Doggy Bag de Frédéric Comtet : le chauffeur de taxi
- 1999 : L'Extraterrestre de Didier Bourdon : Yeb
- 2001 : Les Rois mages de Didier Bourdon et Bernard Campan : Melchior
- 2002 : Se souvenir des belles choses de Zabou Breitman : Philippe
- 2002 : Jojo la frite de Nicolas Cuche : Tonio
- 2003 : Le Cœur des hommes de Marc Esposito : Antoine
- 2004 : Poids léger de Jean-Pierre Améris : Chief
- 2005 : Combien tu m'aimes ? de Bertrand Blier : François
- 2006 : L'Homme de sa vie de Zabou Breitman : Frédéric
- 2007 : La Face cachée de Bernard Campan : François
- 2007 : Le Cœur des hommes 2 de Marc Esposito : Antoine
- 2009 : Une semaine sur deux (et la moitié des vacances scolaires) d'Ivan Calbérac : François
- 2009 : Bancs publics (Versailles Rive-Droite) de Bruno Podalydès : le voisin méfiant
- 2009 : Le Dernier pour la route de Philippe Godeau : Marc
- 2010 : Le Café du pont de Manuel Poirier : Maurice Perret
- 2010 : No et moi de Zabou Breitman : le père de Lou
- 2013 : Le Cœur des hommes 3 de Marc Esposito : Antoine
- 2014 : Les Trois Frères : Le Retour de Didier Bourdon et Bernard Campan : Bernard Latour
- 2017 : Un sac de billes de Christian Duguay : Ambroise Mancelier
- 2021 : Presque de lui-même et Alexandre Jollien : Louis Caretti
- 2022 : La Dégustation d'Ivan Calbérac : Jacques
- 2024 : Et plus si affinités d'Olivier Ducray et Wilfried Meance : Xavier
- 2024 : L'Enfant qui mesurait le monde de Takis Candilis : Alexandre Varda
- 2026 : Jean Valjean d'Éric Besnard : Bienvenu

### Acteur à la télévision
- 2003 : Le Cri de Marcel Hanoun : L'adjudant
- 2009 : Revivre de Haim Bouzaglo : Antoine Lacombe
- 2015 : La Boule noire de Denis Malleval : Vincent Ferreira
- 2015 : Presque comme les autres de Renaud Bertrand : Christophe
- 2022 : Comme des reines de Marion Vernoux : Jean-Philippe
- 2022 : Tous Inconnus  de Nicolas Hourès : Bernard Campan
- 2023 : La Belle Étincelle d'Hervé Mimran : Philippe Lamarck
- 2024 : À l'épreuve d'Akim Isker : Jean-Yves
- 2026 : Le Diplôme de Philippe Lefebvre et Vianney Lebasque : Sam

### Scénariste
- 1985 : Le téléphone sonne toujours deux fois
- 1990 : La Télé des Inconnus, émissions TV
- 1995 : Les Trois Frères
- 1997 : Le Pari
- 2001 : Les Rois mages
- 2007 : La Face cachée
- 2014 : Les Trois Frères : Le Retour

### Réalisateur
- 1995 : Les Trois Frères (coréalisé avec Didier Bourdon)
- 1997 : Le Pari (coréalisé avec Didier Bourdon)
- 2001 : Les Rois mages (coréalisé avec Didier Bourdon)
- 2007 : La Face cachée
- 2014 : Les Trois Frères : Le Retour (coréalisé avec Didier Bourdon)
- 2021 : Presque (coréalisé avec Alexandre Jollien)

### Producteur
- 2003 : Bâtards
- 2004 : Poids léger

## Théâtre
- 2016 : Le Syndrome de l'écossais d'Isabelle Le Nouvel, mise en scène Jean-Louis Benoît, théâtre des Nouveautés
- 2019 - 2020 : La Dégustation d'Ivan Calbérac, mise en scène de l'auteur, théâtre de la Renaissance
- 2022 : Les Humains de Stephen Karam (en), mise en scène Ivan Calbérac, théâtre de la Renaissance
- 2024 : Check-Up de Sébastien Thiéry, mise en scène Jean-Louis Benoît, théâtre Antoine

## Discographie
- 1980 : avec le groupe CRISTAL, La complainte du pont de pierre création du groupe Cristal (basse et chant Bernard Campan, guitares Jean-François Buron et Marc Rubert), direction musicale Pierre Uga, disque Barrière 111.111

## Lecture de livres audio
Bernard Campan est narrateur de deux livres de l'écrivain et philosophe suisse Alexandre Jollien, dont il est également l'ami.
- Alexandre Jollien, Éloge de la faiblesse, lu par Bernard Campan et Michel Raimbault, éditions Audiolib, 2012  (ISBN 9782356414328) Prix Lire dans le noir 2012, et Grand Prix du livre audio La Plume de Paon 2013[7]
- Alexandre Jollien, La Construction de soi, lu par Bernard Campan, éditions Lire dans le noir, 2007  (ISBN 9782952761215)

## Distinctions

### Récompenses
- César 1996 : César de la meilleure première œuvre pour Les Trois Frères
- Festival des créations télévisuelles de Luchon 2015 : Prix d'interprétation masculine pour La Boule noire

### Nominations
- César 2003 : César du meilleur acteur pour Se souvenir des belles choses
- Molières 2019 : Molière du comédien dans un spectacle de théâtre privé pour La Dégustation